# The Day the World Went Away
«The Day the World Went Away»  es una canción de la banda de rock industrial estadounidense Nine Inch Nails, lanzado en 1999 como primer sencillo del álbum The Fragile. El sencillo (también conocido como Halo 13) es el decimotercer lanzamiento oficial de la banda.

## Historia
"The Day the World Went Away" no tiene batería. Hasta la fecha de su lanzamiento, fue el único sencillo de NIN en entrar en el Top 10 de la lista Billboard Hot 100. La canción era habitual como bis en la gira de Fragility, y es un habitual en sus conciertos.
El CD sencillo contiene tres canciones: la versión original y una remezcla más "lenta" de "The Day the World Went Away" y "Starfuckers, Inc.", otra canción de The Fragile. El sencillo lanzado en vinilo de 12" reemplaza "Starfuckers, Inc." por otra versión de "The Day the World Went Away", remezclada por Porter Ricks. La versión principal del sencillo es unos treinta segundos más corta que la que aparece en The Fragile y la voz está cambiada.
La versión de "Starfuckers, Inc." es casi idéntica a la que aparece en el álbum, exceptuando que esta versión acaba con Paul Stanley gritando "Goodnight!". El ruido del público es un sampler extraído de un concierto de Kiss.

## Comportamiento en las listas
Hasta la fecha, "The Day the World Went Away" es el único sencillo de Nine Inch Nails con posibilidades de llegar a la cima del Hot 100. La canción debutó en dicha lista en el número #93, escalando puestos hasta su semana 12, cuando llegó a su posición máxima (#17).

## Video musical
Se hizo un videoclip para acompañar la canción, pero nunca llegó a lanzarse (aunque circulan por internet varios videoclips "oficiales" que contienen escenas de dicha filmación, aunque no esto no está comprobado). Se ha especulado continuamente el porqué de la cancelación del lanzamiento del videoclip. El propio Reznor ha reconocido que es muy personal, ya que trata sobre la muerte de su abuela, aunque también es cierto que en más de una ocasión ha reconocido que algún día el vídeo verá la luz.
Otra versión del video, usando audio grabado en directo y una combinación de grabaciones visuales en directo y grabaciones de estudio, se incluye como huevo de Pascua en el segundo disco de And All That Could Have Been DVD.

## Lista de canciones

### CD sencillo
Nothing Records / Interscope Records INTDS-97026
1. «The Day the World Went Away» - 4:03
2. «Starfuckers, Inc.» - 5:24
3. «The Day the World Went Away (Quiet)» (remezclado por Trent Reznor) - 6:20

### Sencillo de 12"
Nothing Records / Interscope Records INT12-97026

#### Cara A
1. «The Day the World Went Away» - 4:03
2. «The Day the World Went Away» (Quiet) - 6:20

#### Cara B
1. «The Day the World Went Away» (Porter Ricks) - 7:04

## Listas
| Lista (1999)                         | Posición |
| ------------------------------------ | -------- |
| Australia ARIA                       | 30       |
| U.S. Billboard Hot 100               | 17       |
| U.S. Billboard Hot Alternative Songs | 5        |
| U.S. Billboard Hot Rock Songs        | 15       |
| UK. UK Singles Chart                 | 10       |

| Posición | 10 |